# Сам Уолтън
Сам Уолтън (на английски: Samuel Moore „Sam“ Walton), роден на 29 март 1918 г. в Кингфишър и починал на 15 април 1992 г. в Литъл Рок е американски предприемач. Той създава и ръководи най-голямата, работеща в цял свят търговска верига от супермаркети „Уолмарт“.

## Личност
Сам Уолтън е роден в семейство на фермери в Кингфишър в Оклахома. Когато е на пет години, семейството се премества в Спрингфилд, където той започва училище. По време на Голямата депресия помага на семейството, като негово задължение е било доенето на кравите и разнасянето на млякото. Продължава да работи като едновремено се занимава с развъждането на зайци и гълъби за продажба. Участва активно в движението на бойскаутите. Хората, които го познават, го описват като самобитен, дружелюбен и приятелски настроен човек. Учи в Университета на Мисури. Получава предложение да работи в търговската фирма „Джей Си Пени“, където има позицията на младши менаджер. Жени се за Хелен Робсън, с която имат четири деца.
След като откриват редица магазини, през 1962 г. те започват с първия магазин на „Уолмарт“. Избират името заради малкото букви необходими за рекламата му „Уолмарт“. През 1979 г. количеството на магазините в САЩ е 230 с годишна печалба от 1 милиард долара. В момента веригата има 11,000 магазина в 28 страни. От 1985 г. до 1988 г. списание Форбс обявява Сам Уолтън за най-богатия човек на САЩ. Двамата със съпругата си оказват финансова помощ на образователни, религиозни и обществени организации и финансират стоителство на зоопаркове, библиотеки и спортни съоръжения. В това време той лети със своя малък самолет Чесна и кара стар автомобил.

## Принципи
През 1992 г. излиза книгата му „Sam Walton: Made in America“. В тази книга той изрежда своите принципи за успех в бизнеса:
- Бъди ориентиран към клиента и упорит.
- Бъди пестелив и създай предприятието си върху пестеливостта
- Мисли за малките неща
- Стъпка след стъпка (мисли за един магазин и след това за следващия)
- Комуникирай, комуникирай, комуникирай
- Прехвърляй отговорността и авторитета на пирамидата за управление надолу
- Грижи си за това, добрите идеи да излезат на повърхността
- Поддържай организацията във форма и се бори с бюрокрацията